# Quote Of The Day

L'application réseau Quote Of The Day (QOTD, citation du jour en français) délivre une citation aléatoire à travers une connexion réseau.

## Protocole
QOTD, défini par Jon Postel dans la RFC 865, ne comporte pas de syntaxe propre : la connexion, par TCP ou UDP d'un client au serveur suffit pour que celui-ci envoie la citation en question. Une fois cette citation envoyée, le serveur ferme la connexion TCP.
Le port attribué par l'Internet Assigned Numbers Authority (IANA) est le port 17.
Il n'y a pas de syntaxe spécifique pour la citation. Il est recommandé de la limiter aux seuls caractères ASCII imprimables, espace, retour à la ligne et saut de ligne. Le message peut être sur une ou plusieurs lignes, mais devrait être composé de moins de 512 caractères.
QOTD est principalement utilisé dans des applications de test, de par sa facilité d'implémentation et sa simplicité, même si aujourd'hui on utilise plutôt ping ou traceroute, deux utilitaires basés sur le protocole ICMP.
On peut trouver un certain nombre d'applications qui implémentent ce protocole : une pour Linux et un pack fourni avec Windows (Services TCP/IP simplifiés, qui implémente chargen (Générateur de caractères), Daytime (heure du jour), Echo et QOTD (citation du jour), non installés par défaut).